# Allophorocera rutila
Allophorocera rutila är en tvåvingeart som först beskrevs av Johann Wilhelm Meigen 1824.  Allophorocera rutila ingår i släktet Allophorocera och familjen parasitflugor. Inga underarter finns listade i Catalogue of Life.